# Alcis plenimedia
Alcis plenimedia là một loài bướm đêm trong họ Geometridae.